# Estádio Deputado Galdino Leite
Estádio Deputado Galdino Leite – stadion piłkarski, w Salvador, Bahia, Brazylia, na którym swoje mecze rozgrywa klub Esporte Clube Ypiranga.